# Copa Espírito Santo de Futebol de 2016
A Copa Espírito Santo de 2016 foi a 14ª edição do segundo torneio mais importante do estado do Espírito Santo. Com início em 23 de julho e término em 29 de outubro com a participação de dez equipes.
Rio Branco-ES conquista o título pela primeira vez em sua história e a vaga na Copa Verde.

## Regulamento
Na Primeira Fase, as dez equipes estão divididas em dois grupos regionalizados, jogando em turno e returno dentro de cada um deles independentemente. Os dois melhores colocados de cada grupo disputarão as Semifinais, que serão disputadas em partidas de ida e volta. Os vencedores das Semifinais decidem o título também em partidas de ida e volta. O campeão garante vaga na Copa Verde de 2017. Os dois melhores colocados dentre os participantes da Série A do Capixabão de 2016 estarão classificados para o Torneio Seletivo juntamente com o vice-campeão Espírito Santo e o terceiro colocado Real Noroeste da Série A de 2016. O campeão da Seletiva será o segundo representante capixaba da Série D do Brasileiro de 2017. Em cada partida os clubes deverão obrigatoriamente utilizar, dentre os atletas que constem na súmula, o mínimo de cinco atletas profissionais com idade até 23 anos.

### Critérios de desempate
Os critérios de desempate serão aplicados na seguinte ordem para cada fase:
Primeira Fase
1. Maior número de vitórias
2. Maior saldo de gols
3. Maior número de gols pró (marcados)
4. Confronto direto
5. Menor número de cartões vermelhos
6. Menor número de cartões amarelos
7. Sorteio

Semifinais
1. Maior saldo de gols nos dois jogos
2. Melhor classificação na Primeira Fase

Finais
1. Cobrança de pênaltis

## Participantes
| Clube                  | Cidade       | Temporada 2015 | Estádio                | Capacidade | Títulos (último) |
| ---------------------- | ------------ | -------------- | ---------------------- | ---------- | ---------------- |
| Atlético Itapemirim    | Itapemirim   | 3º Colocado    | José Olívio Soares     | 1 000      | 0 (não possui)   |
| Desportiva Ferroviária | Cariacica    | 7º Colocado    | Arena Unimed Sicoob    | 7 700      | 2 (2012)         |
| Espírito Santo         | Vitória      | Campeão        | Kleber Andrade[a]      | 21 000     | 1 (2015)         |
| Linhares               | Linhares     | 5º Colocado    | Conilon[b]             | 2 664      | 0 (não possui)   |
| Real Noroeste          | Águia Branca | Vice-campeão   | José Olímpio da Rocha  | 3 200      | 3 (2014)         |
| Rio Branco-ES          | Vitória      | Não disputou   | Arena Unimed Sicoob[c] | 7 700      | 0 (não possui)   |
| Serra                  | Serra        | Não disputou   | Robertão               | 1 040      | 0 (não possui)   |
| Sport Linharense       | Linhares     | Não disputou   | Joaquim Calmon         | 2 000      | 0 (não possui)   |
| Vilavelhense           | Vila Velha   | Não disputou   | Robertão[d]            | 1 040      | 1 (2006)         |
| Vitória-ES             | Vitória      | 4º Colocado    | Salvador Costa         | 3 000      | 2 (2010)         |

Obs.:

- a. ^  O Espírito Santo manda seus jogos no Estádio Kleber Andrade, em Cariacica.
- b. ^  O Linhares manda seus jogos no Estádio Conilon, em Jaguaré.
- c. ^  O Rio Branco-ES manda seus jogos na Arena Unimed Sicoob, em Cariacica.
- d. ^  O Vilavelhense manda seus jogos no Estádio Robertão, em Serra.

## Estádios[5]
| Águia Branca          | Vitória           | Cariacica           | Serra              |
| José Olímpio da Rocha | Salvador Costa    | Arena Unimed Sicoob | Robertão           |
| Capacidade: 3 200     | Capacidade: 3 000 | Capacidade: 7 700   | Capacidade: 1 040  |
|                       |                   |                     |                    |
| Itapemirim            | Jaguaré           | Linhares            | Cariacica          |
| José Olívio Soares    | Conilon           | Joaquim Calmon      | Kleber Andrade     |
| Capacidade: 1 000     | Capacidade: 2 664 | Capacidade: 2 000   | Capacidade: 21 000 |
|                       |                   |                     |                    |

## Primeira Fase

### Grupo Norte
| Pos | Times              | Pts | J | V | E | D | GP | GC | SG  | %    | M       | Classificação ou rebaixamento |
| --- | ------------------ | --- | - | - | - | - | -- | -- | --- | ---- | ------- | ----------------------------- |
| 1   | Espírito Santo     | 19  | 8 | 6 | 1 | 1 | 17 | 2  | 15  | 79,2 | Estável | Classificado às Semifinais    |
| 2   | Rio Branco-ES[SEL] | 17  | 8 | 5 | 2 | 1 | 18 | 4  | 14  | 70,8 | Estável | Classificado às Semifinais    |
| 3   | Real Noroeste      | 14  | 8 | 4 | 2 | 2 | 12 | 9  | 3   | 58,3 | Estável |                               |
| 4   | Sport Linharense   | 4   | 7 | 1 | 1 | 5 | 4  | 13 | -9  | 19,0 | Estável |                               |
| 5   | Linhares           | 0   | 7 | 0 | 0 | 7 | 3  | 26 | -23 | 0,0  | Estável |                               |

Notas:

- O jogo entre Linhares e Sport Linharense válido pelo nona rodada foi cancelado. O Linhares ainda não pagou a multa pelo W.O. sofrido na primeira rodada, por isso a FES suspendeu o clube. O presidente do clube, Adauto Menegussi, alegou problemas financeiros.[6]
- SEL ^  Clube classificado para o Torneio Seletivo.

### Grupo Centro-Sul
| Pos | Times                    | Pts | J | V | E | D | GP | GC | SG  | %    | M       | Classificação ou rebaixamento |
| --- | ------------------------ | --- | - | - | - | - | -- | -- | --- | ---- | ------- | ----------------------------- |
| 1   | Vitória-ES               | 17  | 8 | 5 | 2 | 1 | 13 | 6  | 7   | 70,8 | Estável | Classificado às Semifinais    |
| 2   | Atlético Itapemirim[SEL] | 16  | 8 | 5 | 1 | 2 | 15 | 7  | 8   | 66,7 | 1       | Classificado às Semifinais    |
| 3   | Desportiva Ferroviária   | 14  | 8 | 4 | 2 | 2 | 12 | 8  | 4   | 58,3 | 1       |                               |
| 4   | Serra                    | 6   | 8 | 1 | 3 | 4 | 4  | 9  | -5  | 25,0 | Estável |                               |
| 5   | Vilavelhense             | 3   | 8 | 1 | 0 | 7 | 7  | 21 | -14 | 12,5 | Estável |                               |

Nota:

- SEL ^  Clube classificado para o Torneio Seletivo.

## Semifinais
Jogos de ida
| Sábado, 8 de outubro | Atlético Itapemirim | 1 – 0     | Espírito Santo | Estádio José Olívio Soares, Itapemirim                      |
| 15:00                | Willian Bersan 36'  | Relatório |                | Público: 445 Renda: R$ 3.260,00 Árbitro: ES Rudimar Goltara |

| Sábado, 8 de outubro | Rio Branco-ES | 1 – 1     | Vitória-ES  | Arena Unimed Sicoob, Cariacica                                    |
| 16:00                | Tiquinho 15'  | Relatório | 78' Ratinho | Público: 1 053 Renda: R$ 14.060,00 Árbitro: ES Dyorgines Padovani |

Jogos de volta
| Sábado, 15 de outubro | Espírito Santo                     | 2 – 1     | Atlético Itapemirim | Estádio Kleber Andrade, Cariacica                            |
| 16:00                 | João Paulo 26' · Eraldo 36' (pen.) | Relatório | 47' (pen.) Jeffinho | Público: 183 Renda: R$ 2.390,00 Árbitro: ES Geanderson Godoi |

| Sábado, 15 de outubro | Vitória-ES | 0 – 2     | Rio Branco-ES                        | Estádio Salvador Costa, Vitória                                 |
| 15:00                 |            | Relatório | 16' Cleiton Gladiador · 36' Anderson | Público: 1 086 Renda: R$ 14.630,00 Árbitro: ES Elvis de Almeida |

## Finais
Jogo de ida
| Terça-feira, 25 de outubro | Rio Branco-ES       | 1 – 1     | Espírito Santo    | Arena Unimed Sicoob, Cariacica                                    |
| 20:15                      | Madisson 14' (pen.) | Relatório | 50' Iuri Pimentel | Público: 1 156 Renda: R$ 15.160,00 Árbitro: ES Dyorgenes Padovani |

Jogo de volta
| Sábado, 29 de outubro | Espírito Santo | 0 – 2     | Rio Branco-ES            | Estádio Kleber Andrade, Cariacica                               |
| 16:00                 |                | Relatório | 10' Santiago · 71' Ramon | Público: 1 541 Renda: R$ 20.500,00 Árbitro: ES Geanderson Godoi |

## Premiação
| Copa Espírito Santo de 2016       |
| --------------------------------- |
| Rio Branco-ES Campeão (1º título) |

## Artilharia
| Gols | Jogador        | Time                   |
| ---- | -------------- | ---------------------- |
| 9    | Hércules       | Vitória-ES             |
| 6    | Willian Bersan | Atlético Itapemirim    |
| 5    | Eraldo         | Espírito Santo         |
| 5    | Madisson       | Rio Branco-ES          |
| 5    | Rael           | Desportiva Ferroviária |
| 5    | Tiquinho       | Rio Branco-ES          |
| 4    | Caniggia       | Vilavelhense           |
| 4    | Zizu           | Atlético Itapemirim    |
| 3    | Anderson       | Rio Branco-ES          |
| 3    | João Paulo     | Espírito Santo         |
| 3    | Morotó         | Real Noroeste          |

- Fonte[7]